# Demonax occultus
Demonax occultus là một loài bọ cánh cứng trong họ Cerambycidae.